# La'uf al HaMillion
La'uf al HaMillion (in ebraico: לעוף על המיליון) è un programma televisivo Israeliano a premi in onda dal 20 dicembre 2010 al 16 aprile 2020 sul Channel 10, e condotto da Yaron Brovinsky.
La versione italiana, dal titolo Caduta libera, è in onda dal 4 maggio 2015.

## Edizioni
| Edizione | Inizio           | Fine             | Puntate |
| -------- | ---------------- | ---------------- | ------- |
| 1        | 20 dicembre 2010 | 6 febbraio 2011  | 12      |
| 2        | 2 febbraio 2011  | 12 marzo 2012    | 28      |
| 3        | 20 ottobre 2012  | 22 dicembre 2012 | 9       |
| 4        | 22 aprile 2013   | 27 febbraio 2014 | 10      |
| 5        | 12 ottobre 2015  | 25 dicembre 2016 | 37      |
| 6        | 12 luglio 2017   | 16 ottobre 2018  | 24      |
| 7        | 29 luglio 2019   | 16 aprile 2020   | 5       |

## Versioni internazionali
Il programma va in onda o è andato in onda in molti paesi del mondo, tra i quali:
| Paese          | Titolo                                                | Canale                            | Conduzione                                             | Data di messa in onda                                                    | Premio massimo                                                    |
| -------------- | ----------------------------------------------------- | --------------------------------- | ------------------------------------------------------ | ------------------------------------------------------------------------ | ----------------------------------------------------------------- |
| Arabia Saudita | المصيدة El masyadeh                                   | MBC1                              | Badr Al Zeidan                                         | Dal 23 ottobre 2013 al 15 gennaio 2014                                   | SR 1.000.000                                                      |
| Belgio         | Still Standing : Qui passera à la trappe ? (Francese) | RTL-TVI                           | Jean-Michel Zecca                                      | Dal 12 marzo 2016                                                        | € 25.000                                                          |
| Belgio         | Valkuil (Olandese)                                    | VTM                               | Kürt Rogers                                            | Dal 5 gennaio 2015                                                       | € 5.000                                                           |
| Brasile        | Quem Fica em Pé?                                      | Band                              | José Luiz Datena                                       | Dal 9 aprile 2012 al 5 dicembre 2013                                     | R$ 100.000                                                        |
| Cina           | 一站到底 Yizhan Daodi                                 | JSBC                              | Li Hao & Guo Xiaomin                                   | Dal 2 marzo 2012                                                         | ￥400.000 + due viaggi                                            |
| Francia        | Still Standing : Qui passera à la trappe ?            | D8                                | Julien Courbet                                         | Dall'8 agosto al 2 settembre 2016                                        | € 25.000                                                          |
| Germania       | Ab durch die Mitte – Das schnellste Quiz der Welt     | Sat.1                             | Daniel Boschmann                                       | Dal 2 luglio al 8 settembre 2012                                         | € 50.000                                                          |
| India          | Still Standing                                        | Mazhavil Manorama                 | Adil Ibrahim                                           | Dal 2017                                                                 | Rs. 1.000.000                                                     |
| Indonesia      | Siapa Yang Masih Bertahan?                            | NET.                              | Sonny Tulung                                           | Dal 2017                                                                 | Rp. 200.000.000                                                   |
| Italia         | Caduta libera                                         | Canale 5                          | Gerry Scotti                                           | Dal 4 maggio 2015                                                        | € 100.000 (1ª ed.) € 300.000 (2ª-3ª ed.) € 500.000 (dalla 4ª ed.) |
| Spagna         | ¡Ahora caigo!                                         | Antena 3                          | Arturo Valls Carlos Sobera (una puntata)               | Dal 6 luglio al 28 settembre 2011 (versione settimanale)                 | € 200.000 (versione settimanale)                                  |
| Spagna         | ¡Ahora caigo!                                         | Antena 3                          | Arturo Valls Carlos Sobera (una puntata)               | Dal 22 agosto 2011 (versione quotidiana)                                 | € 100.000 (versione quotidiana)                                   |
| Stati Uniti    | Who's Still Standing?                                 | NBC                               | Ben Bailey                                             | Dal 19 dicembre 2011 al 30 gennaio 2012                                  | $ 1.000.000                                                       |
| Thailandia     | ตกสิบหยิบล้าน Still Standing Thailand                    | BBTV CH7                          | Varavuth Jenthanakul                                   | Dal 1º ottobre 2015                                                      | ฿ 1.000.000                                                       |
| Turchia        | Eyvah Düşüyorum                                       | Star TV                           | Eser Yenenler                                          | Dal 6 gennaio 2012 al 13 marzo 2013                                      | 500.000 TL                                                        |
| Turchia        | Eyvah Düşüyorum                                       | Star TV                           | Mehmet Ali Erbil                                       | Dal 13 giugno 2014                                                       | 250.000 TL                                                        |
| Ungheria       | Maradj talpon!                                        | M1 (2011–2014) Duna TV (dal 2015) | Gábor Gundel Takács (2011–2017) Barna Héder (dal 2017) | Dal 3 ottobre 2011 al 19 dicembre 2014 (M1) Dal 31 agosto 2015 (Duna TV) | 25.000.000 Ft.                                                    |
| Vietnam        | Người đứng vững – Still Standing Vietnam              | HTV7                              | Huy Khánh                                              | Dal 25 luglio 2016                                                       | VNĐ 100.000.000                                                   |